# Halszka Hulewicz
Yelyzaveta Vasylivna Hulevych ( Ukrainian Єлизавета Василівна Гулевич; Polish Halszka (Halżbieta) Hulewicz), conocida como Halshka Hulevychivna (aprox. 1575 o 1577 - 1642, Lutsk, Volinia) fue una noble y filántropa ucraniana que fundó el Monasterio de la Epifanía de la Hermandad de Kyiv y la Escuela de la Hermandad de Kyiv, de la cual surge la Universidad Nacional Kyiv-Mohyla.  También legó dinero a la Hermandad Lutsk. Se preocupó por el desarrollo de la espiritualidad y la ilustración. Es una santa ortodoxa.

## Biografía

### Antes de 1615
Elizaveta (también conocida bajo el nombre polonizado Halshka, forma abreviada de Helzhbeta) Hulevychivna provenía de la influyente familia noble Hulevych, conocida desde el siglo XV, cuyos representantes ocuparon varios cargos en Volinia y otras tierras de la Mancomunidad de Polonia-Lituania. La familia alcanzó altos cargos eclesiásticos y fue propietaria de numerosos asentamientos. Probablemente fueron originarios de Galicia.
El abuelo de Halshka Hulevychivna, Fedir (Theodosius) Hulevych, fue el obispo ortodoxo volinio de Lutsk y Ostroh, y tuvo cinco hijos. El padre de Halshka, Vasyl Hulevych de Zaturtsi, sirvió como diputado en el starost de Volodymyr y como wojski de Volinia. De sus tres matrimonios, tuvo varios hijos Andrii, Mykhailo, Vasyl y Benedict, e hijas: Maria, Anna y Halshka. Halshka probablemente nació en el pueblo de Zaturtsi en Volinia, que era propiedad de su padre, en la década de 1570.  
En 1594 Halshka se casó con Kryshtof Pociej, que era hijo de Hypatius Pociej, juez de tierras (1580-1588) y castellano (1588-1593) de Berestya, quien después de 1593 sirvió como obispo ortodoxo de Volodymyr y Berestya, luego se convirtió en uno de los principales iniciadores de la Unión de Berestya, convirtiéndose más tarde en el Metropolitano del Uniato de Kyiv. Después de la temprana muerte de su marido, Halshka Hulevychivna crio a su hija Kateryna, quien en 1615 se casó con Mikołaj Mleczko.
En 1601/1602 Hulevychivna se casó por segunda vez con Stefan Lozka, mariscal de Mozyr. Hulevychivna en ese momento tenía unos 30 años; Stefan tenía 60. La pareja tuvo un hijo, Mijailo, y vivía en una finca familiar en Podil, Kyiv, no lejos del ayuntamiento. 

### Donativos
A finales del siglo XVI y principios del XVII aparecieron en las tierras ucranianas imprentas y escuelas que recibieron el apoyo económico de filántropos, entre ellos Halshka. 
El 14 de octubre de 1615 redactó y firmó un acta de donación, que el 15 de octubre se inscribió en los libros de la ciudad de Kyiv, entrando en vigor legalmente. Según el documento, la casa de Hulevychivna y sus tierras en Kyiv serían donadas para la fundación de un nuevo monasterio, un hospital y una escuela para niños de todas las clases. La escritura indicaba los límites de la finca.
Gracias a la donación de Halshka Hulevychivna, los fundadores de la Hermandad de Kyiv recibieron terrenos con los que construyeron, tal como estaba estipulado: un monasterio y una escuela. El desarrollo del monasterio estuvo a cargo de Isaías Kopinsky. La escuela podría haber estado ubicada en la casa de Halshka Hulevychivna y Stefan Lozka, pero el documento no menciona la ubicación exacta. Al donar su patrimonio, Hulevychivna hizo posible la apertura de la escuela fraternal de Kyiv, que, después de la reforma de Petro Mohyla, desempeñaría un papel importante en la historia de la educación y la cultura ucranianas.

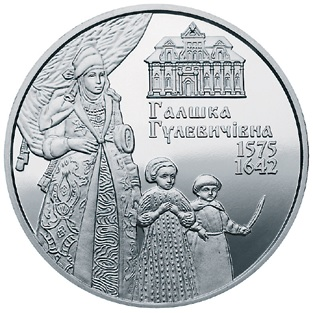
Reverso de la moneda conmemorativa "Halshka Hulevychivna" del Banco Nacional de Ucrania, 2015

El documento original de la donación es desconocido para los historiadores y tampoco se han encontrado. La copia más antigua pertenece al fotocopiador del Monasterio de la Hermandad de Kyiv y data de la segunda mitad del siglo XVIII, esta se conserva en el Archivo Histórico Estatal Central de Ucrania en Kyiv. En 1774, el Metropolitano Gabriel de Kyiv entregó  la copia al Santo Sínodo junto otros documentos conservados en la Academia Kyiv-Mohyla. A partir de estas copias, el Metropolitano Eugenio de Kyiv compiló una colección que se conservó hasta principios del siglo XX en la biblioteca de la Academia Teológica de Kyiv.  La lista de la donación se publicó por primera vez en 1846. Posteriormente fue reimpreso y analizado repetidamente por historiadores (por ejemplo, Viktor Askochensky, Stepan Golubev, Nikolai Mukhin, Fyodor Titov).
El investigador Maksym Yaremenko señaló que a mediados del siglo XVIII, la fundación de la academia no estuvo relacionada con la donación, sino con el metropolitano Petro Mohyla y el hetman Petro Sahaidachny. Hulevychivna fue "recordada" por primera vez a mediados de la década de 1760, cuando los profesores de la academia se enfrentaron a un problema: el deseo de la élite cosaca de reformar radicalmente la academia, convirtiéndola en una universidad. Los cosacos explicaron su interferencia en los asuntos de una institución que estaba bajo jurisdicción eclesiástica por el hecho de que fue fundada por Sahaidachny. Esto obligó al personal de la Academia Mohyla a recurrir a una búsqueda más profunda de sus raíces, uno de cuyos resultados fue el redescubrimiento de Halshka como fundadora de la escuela. La historia de la donación ayudó a demostrar que la academia no fue fundada por el hetman y que sus fundadores no eran cosacos, sino una dama noble. 

### Regreso a Lutsk
Después de la muerte de su segundo marido en 1618, Halshka Hulevychivna se convirtió en la tutora de su hijo Mijailo, quien heredó la aldea paterna de Rozhiv después de 1628. Dejando todas las propiedades a su hijo, Hulevychivna regresó a Lutsk, donde pasó los últimos años de su vida. Se han conservado documentos sobre sus asuntos jurídicos y territoriales, sus propiedades y sobre la conversión de su hijo Mijailo al catolicismo. En Lutsk, Halshka Hulevychivna participó activamente en la vida de la hermandad ortodoxa local y en 1641, poco antes de su muerte, hizo un testamento, en el que legó casi todos sus fondos a las necesidades del Monasterio de la Hermandad de Lutsk y a su iglesia. 
Halshka Hulevychivna murió en 1642 y fue enterrada en la cripta de la iglesia de la Santa Cruz de la Hermandad de Lutsk.

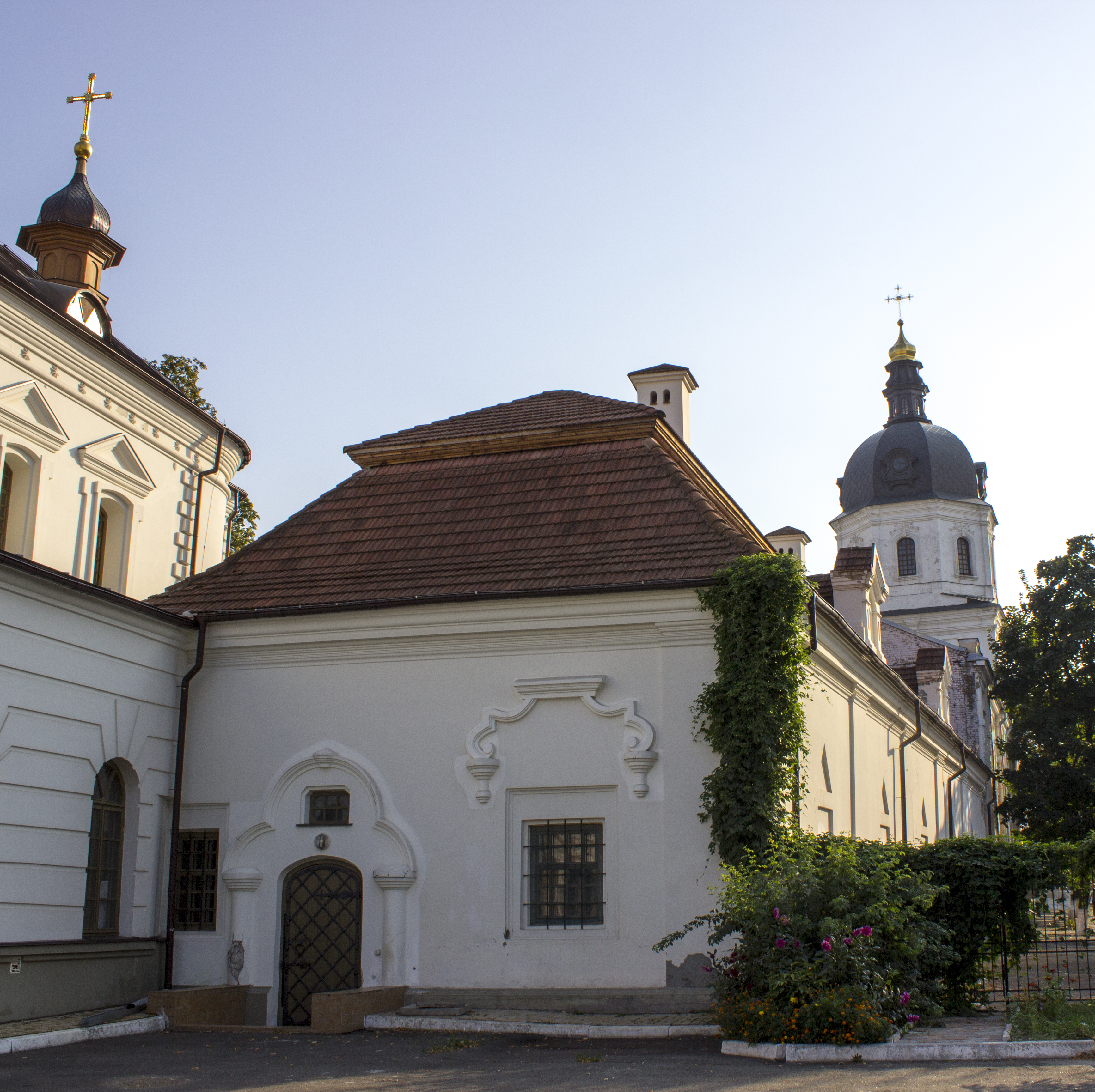
La casa de Halshka Hulevychivna en Kyiv

## Canonización
El 22 de noviembre de 2021, Halshka Hulevychivna fue canonizada como santa después de que el Santo Sínodo de la Iglesia Ortodoxa de Ucrania otorgara una bendición para su veneración local en las diócesis del territorio de Volinia y en Kyiv. El 3 de febrero de 2022, la Iglesia Ortodoxa de Ucrania canonizó a Halshka Hulevychivna como Santa Yelyzaveta Hulevych.  Su día de celebración es el 18 de septiembre (5 de septiembre, según el calendario anitguo).